# アンドリュー・ワーナー
アンドリュー・スティーブン・ワーナー（Andrew Steven Werner、1987年2月25日 - ）は、アメリカ合衆国イリノイ州ピオリア出身の元プロ野球選手（投手）。左投左打。

## 経歴

### プロ入り前
2005年に、ワシントン・コミュニティー高等学校を卒業した。
2006年から2007年までは、イリノイ・セントラル大学に在籍した。
2008年から2009年までは、インディアナポリス大学に在籍した。2009年5月16日の大学最後のサザン・インディアナ大学戦では、11奪三振を記録している。2009年のMLBドラフトではどの球団からも指名されなかった。

### 独立リーグ時代
2009年のドラフト後、独立リーグであるフロンティアリーグに加盟しているエバンズビル・オッターズと契約を結んだ。この年は、10試合(4試合で先発)登板し、3勝2敗・防御率5.46・41奪三振を記録した
2010年は、3試合に先発登板し、1勝1敗・防御率2.45・24奪三振を記録した。シーズン途中に、同リーグのウィンディシティ・サンダーボルツへ移籍した。ここでは、16試合に先発登板し、10勝4敗・防御率3.51・73奪三振を記録した。
独立リーグでプレーする傍らでユリーカ大学で投手コーチも務めていた。

### マイナー時代とパドレス時代
2010年10月13日にサンディエゴ・パドレスとマイナー契約を結んだ。
2011年は傘下のA級フォートウェイン・ティンキャップスで開幕を迎えた。ここでは、12試合で先発登板し、2勝6敗・防御率3.44・52奪三振を記録した。その後、A+級レイクエルシノア・ストームに昇格した。ここでは、13試合に先発登板し、5勝2敗・防御率3.03・55奪三振を記録した。
2012年は、プライベートでは1月に結婚を果たした。シーズンでは、開幕をAA級サンアントニオ・ミッションズで迎えた。ここでは、18試合に先発登板し、4勝8敗・防御率3.23・89奪三振を記録した。その後、AAA級ツーソン・パドレスに昇格した。ここでは、4試合に先発登板し、1勝2敗・防御率5.79・20奪三振を記録した。8月22日にメジャー初昇格を果たし、同日のピッツバーグ・パイレーツ戦で、メジャーデビュー。この試合では、アンドリュー・マカッチェンから三振を奪っている。メジャーでは、8試合に先発登板し、2勝3敗・防御率5.58・35奪三振を記録した。

### アスレチックス傘下時代
2012年11月16日にタイソン・ロス、A.J.カービィジョーンズとのトレードでアンディ・パリーノと共にオークランド・アスレチックスへ移籍した。
2013年は開幕を、傘下のAAA級サクラメント・リバーキャッツで迎えた。この年は、27試合（26試合で先発）登板し、12勝14敗・防御率5.78・11奪三振を記録した。11月4日にスコット・カズミアーを40人枠に登録するためDFAとなった。12月12日にAAA級サクラメントに降格した。
2014年は開幕をAA級ミッドランド・ロックハウンズで迎えた。この年は、14試合（8試合で先発）に登板し、2勝4敗・防御率6.32・36奪三振を記録した。2015年3月24日にリリースされた。

### 独立リーグ時代
2015年4月2日に、独立リーグであるカナディアン・アメリカン・リーグのオタワ・チャンピオンズと契約した。22試合に登板し、12勝8敗、防御率3.36の成績を残したが、シーズン終了後に退団した。この年限りで現役を引退した。

### 現役引退後
2016年から母校のイリノイ・セントラル大学のアシスタントコーチに就任し、2017年からはサウスカロライナ大学エイケン校で、2018年からはヤングハリス大学、2019年8月からはブラッドリー大学で投手コーチを務めている。

## 詳細情報

### 年度別投手成績 (MLB)
| 年 度     | 球 団     | 登 板 | 先 発 | 完 投 | 完 封 | 無 四 球 | 勝 利 | 敗 戦 | セ 丨 ブ | ホ 丨 ル ド | 勝 率 | 打 者 | 投 球 回 | 被 安 打 | 被 本 塁 打 | 与 四 球 | 敬 遠 | 与 死 球 | 奪 三 振 | 暴 投 | ボ 丨 ク | 失 点 | 自 責 点 | 防 御 率 | W H I P |
| --------- | --------- | ----- | ----- | ----- | ----- | -------- | ----- | ----- | -------- | ----------- | ----- | ----- | -------- | -------- | ----------- | -------- | ----- | -------- | -------- | ----- | -------- | ----- | -------- | -------- | ------- |
| 2012      | SD        | 8     | 8     | 0     | 0     | 0        | 2     | 3     | 0        | 0           | .400  | 177   | 40.1     | 45       | 5           | 14       | 1     | 1        | 35       | 1     | 1        | 26    | 25       | 5.58     | 1.46    |
| 通算：1年 | 通算：1年 | 8     | 8     | 0     | 0     | 0        | 2     | 3     | 0        | 0           | .400  | 177   | 40.1     | 45       | 5           | 14       | 1     | 1        | 35       | 1     | 1        | 26    | 25       | 5.58     | 1.46    |

### 背番号
- 41 (2012年)